# Maintal von Theisau bis Lichtenfels
Maintal von Theisau bis Lichtenfels este o arie protejată (arie specială de conservare — SAC, sit de importanță comunitară — SCI) din Germania întinsă pe o suprafață de 873,97 ha, integral pe uscat.

## Localizare
Centrul sitului Maintal von Theisau bis Lichtenfels este situat la coordonatele 50°09′18″N 11°09′53″E / 50.155°N 11.1647°E.

## Înființare
Situl Maintal von Theisau bis Lichtenfels a fost declarat sit de importanță comunitară în noiembrie 2004 pentru a proteja 6 specii de animale. Situl a fost protejat și ca arie specială de conservare în aprilie 2016.

## Biodiversitate
Situată în ecoregiunea continentală, aria protejată conține 7 habitate naturale: Lacuri eutrofice naturale cu vegetație de tip Magnopotamion sau Hydrocharition, Cursuri de apă de la nivel de câmpie la nivel montan, cu vegetație Ranunculion fluitantis și Callitricho-Batrachion, Râuri cu maluri nămoloase cu vegetație de Chenopodion rubri p.p. și Bidention p.p., Liziere de ierburi înalte hidrofile de câmpie și de nivel montan până la alpin, Fânețe de joasă altitudine (Alopecurus pratensis, Sanguisorba officinalis), Păduri pe pante, grohotișuri și ravene de Tilio-Acerion, Păduri aluvionare cu Alnus glutinosa și Fraxinus excelsior (Alno-Padion, Alnion incanae, Salicion albae).
La baza desemnării sitului se află mai multe specii protejate:
- mamifere (1): castor (Castor fiber)
- nevertebrate (4): phengaris nausithous (Maculinea nausithous), Maculinea teleius, Ophiogomphus cecilia, Vertigo angustior
- pești (1): țipar (Misgurnus fossilis)